# Szojuz–30
A Szojuz–30 (oroszul: Союз 30) szovjet háromszemélyes, kétszemélyessé átalakított szkafanderes személyszállító, szabványos rendszerben épített Szojuz űrhajó. Az űrhajó vitte a Szaljut–6 űrállomásra az Interkozmosz-program keretében, a második más nemzetiségű űrhajóst, Mirosław Hermaszewskit.

## Küldetés
Feladata bekapcsolódni az előírt navigációs, csillagászati, műszaki, légkörkutatási, földfotózási, földmegfigyelési, orvosi és biológiai kutatási programba. Berendezkedés után elvégezni a nemzeti kutatási programot. A vendégeknek ügyelniük kellett az űrállomás legénységének pihenésére.

## Jellemzői
Központi tervező iroda CKBEM <= Центральное конструкторское бюро экспериментального машиностроения (ЦКБЕМ)> (OKB-1 <= ОКБ-1>, most OAO RKK Energiya im. SP Korolev <= ОАО РКК Энергия им. С. П. Королёва> – Központi Kísérleti Gépgyártási Tervezőiroda). Az űrhajót kis átalakítással emberes programra, teherszállításra és mentésre (leszállásra) tervezték.
1978. június 27-én a bajkonuri űrrepülőtér indítóállomásról egy Szojuz hordozórakéta (11А511U) juttatta Föld körüli, közeli körpályára. Az orbitális egység pályája 88.83 perces, 51.66 fokos hajlásszögű, elliptikus pálya-perigeuma 197 kilométer, apogeuma 343 kilométer volt. Hasznos tömege 6800 kilogramm. Szerkezeti felépítését tekintve a Szojuz űrhajó napelemtáblák nélküli változatával megegyező. Akkumulátorait az űrállomás napelemtáblái által előállított energiával tartották üzemkész állapotban. Június 16-án 22 óra 58 perckor kapcsolódott össze az űrállomással, a II-es dokkoló egységnél. A dokkolás automatikus vezérléssel történt. Összesen 7 napot, 22 órát, 2 percet és másodpercet 59 töltött a világűrben. Összesen 125 alkalommal kerülte meg a Földet.
Június 28-án fogadták és elhelyezték az űrhajó nemzetközi legénységét, miután összekapcsolódott a Szaljut–6 hátulsó, a II. csatlakozó modulhoz. Hermaszewski az előírt kutatási (Szirena – kristályosodási, öntési kísérletek a Szpalv kemencében), Kardiolider – orvosi mérések, fényképezési, erőforrás-kutatási (Raduga – MKF-6M), Vkusz – ízlelési (a biztosított ételek ízértékelése) feladatokat végezte.  Megismerte a szovjet–csehszlovák Tyeploobmen és az Oprosz kísérleteket. A program végén a kutatási eredményeket átpakolva, megkezdték a leszállási műveleteket.
Június 5-én belépett a légkörbe, a leszállás hagyományos módon – ejtőernyős leereszkedés – történt, Celinográdtól 300 kilométerre nyugatra értek Földet.

## Személyzet
- Pjotr Klimuk űrhajós parancsnok
- Mirosław Hermaszewski kísérletező pilóta

## Tartalékok
- Valerij Nyikolajevics Kubaszov űrhajósparancsnok
- Zenon Jankowski kísérletező pilóta